# Björn Folkow

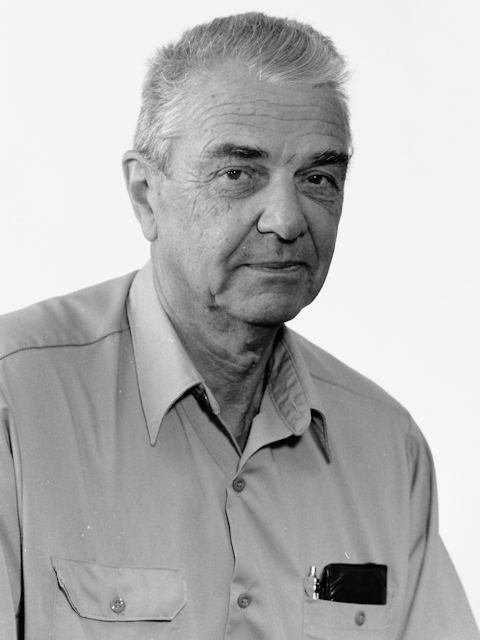
Björn Folkow 1991

Björn Uno Gottfrid Folkow, född 13 oktober 1921 i Halmstad, död 23 juli 2012 i Askims församling i Göteborg, var en svensk fysiolog. Han var 1961–1987 professor i fysiologi vid medicinska fakulteten på Göteborgs universitet. Han blev ledamot av Vetenskapsakademien 1977.

## Biografi
Björn Folkow föddes 1921 i Halmstad. Han studerade medicin vid Lunds universitet och efter medicinstudierna utbildade han sig vidare i fysiologi därstädes. Han disputerade den 9 maj 1949. Strax därefter erhöll han en tjänst som laborator vid den nybildade Fysiologiska Institutionen vid Göteborgs universitet. Han blev professor där 1961 och stannade kvar på denna post till sin pensionering 1987. Även efter pensioneringen var han kontinuerligt verksam vid institutionen till någon månad före sin död 2012.
Folkow var en av Sveriges mest kända fysiologer. Han var huvudhandledare för ett fyrtiotal doktorander. Genom sitt engagemang, och genom det inflytande hans doktorander fick, spelade han en viktig roll i den medicinska fakulteten i Göteborg. Han spelade även en aktiv roll i att Hässle AB (numera Astra Zeneca) flyttade sin verksamhet till Göteborg.
Folkow var medlem av Kungliga Vetenskapsakademien samt medlem av de danska och ryska vetenskapsakademierna. Det europeiska hypertonisällskapet har instiftat ett pris i Björn Folkows namn. Det som tidigare varit Fysiologiska Institutionens stora föreläsningssal på Medicinareberget i Göteborg döptes om till Björn-Folkow-salen på hans 90-årsdag 2011. Björn Folkow är gravsatt i minneslunden på Billdals kyrkogård i Göteborg.

## Vetenskaplig verksamhet
Folkow har publicerat mer än 400 vetenskapliga artiklar inom de flesta aspekter av kardiovaskulär fysiologi. Han främsta bidrag faller förmodligen under någon av följande rubriker:
- Blodkärlens myogena svar. År 1902 beskrev Bayliss [9] denna egenskap att många blodkärl reagerar på en stigning i transmuraltryck med att dra ihop sig till en mindre diameter. Denna observation, som inte hade tilldragit sig någon större uppmärksamhet, undersöktes av Folkow som en del av hans avhandlingsarbete och därefter under det följande decenniet, där han beskrev denna mekanism som en väsentlig del av blodkärlens reglering. Detta är nu väletablerad kunskap inom vaskulär fysiologi[10].
- Blodkärlens strukturella anpassning till högt blodtryck. Folkow och medarbetare undersökte blodflödet i underarmen hos personer med högt blodtryck och fann att flödesmotståndet här var ökat, även i situationer då kärlen borde vara maximalt avslappnade [11]. Det var tecken på att blodkärlen hade byggts om till att ha ett mindre lumen men tjockare vägg (vad som nu benämns remodellering). Härigenom får kärlmuskeln vad som kan liknas vid en bättre hävstång och förmår dra ihop sig mot ett högre tryck. Detta är början på vad som kan ses som en ond cirkel, där en tryckstigning framkallar en remodellering som gör att blodkärlen kan öka trycket ännu mer. Follows beskrivning av förändringar i artärerna har sedan verifierats i en lång rad undersökningar[12].
- Centrala nervsystemets roll i regleringen av blodkretsloppet. Möjligen som en konsekvens av Folkows intresse för samspelet mellan själsliga och kroppsliga reaktioner kom han att intresserar sig för den centralnervösa styrningen av cirkulationen. I synnerhet diskuterade han den roll som flykt-attack-reaktionen spelar i det dagliga livet för blodtrycksregleringen. Han hade uppfattningen att individer som har en tendens att reagera starkare på detta sätt tenderar att utveckla högt blodtryck, då de oftare och starkare får blodtrycksstigningar som svar på vardagliga påfrestningar [12]. Även om njuren har en viktig roll i cirkulationsregleringen såg han denna som underordnad hjärnan.
- De sympatiska nervändarnas funktion. Det sympatiska nervsystemet har en central roll i styrningen av kretsloppet och det var således naturligt att det tilldrog sig Folkows intresse redan tidigt [13], men i synnerhet när kartläggningen av detta nervsystem utvecklades[3]. Kvantifiering av tätheten av varikositeter i kärlväggen tillsammans med uppskattningar av noradrenalinfrisättning gav vid handen att i genomsnitt endast några få procent av innehållet i en vesikel frigavs per nervterminal vid en aktionspotential i nerven [14]. Det har senare visats att transmittorfrisättningen från en given varikositet är intermittent[15], men huruvida hela eller delar av vesiklarnas innehåll frisätts är ännu omtvistat[16][17][18].
- Åldrandets fysiologi. Bland annat genom sin kontakt med geriatrikern Alvar Svanborg i Göteborg kom Folkow att intressera sig för det biologiska åldrandets betydelse för cirkulationen. Detta samarbete resulterade i en större översiktsartikel över detta område[19].

## Lärobok
- Circulation[20] Tillsammans med Eric Neil författade Folkow denna lärobok i kardiovaskulär fysiologi. Generationer av cirkulationsfysiologer har fått sin introduktion i ämnet genom denna bok.